# Espace urbain de Tours
Cet article court présente un sujet plus développé dans : Espace urbain.
L’espace urbain de Tours est un espace urbain français centré sur Tours. Il s'agit du onzième espace urbain de France par la population en 1999, il comporte alors 212 communes.